# Kastell Eferding

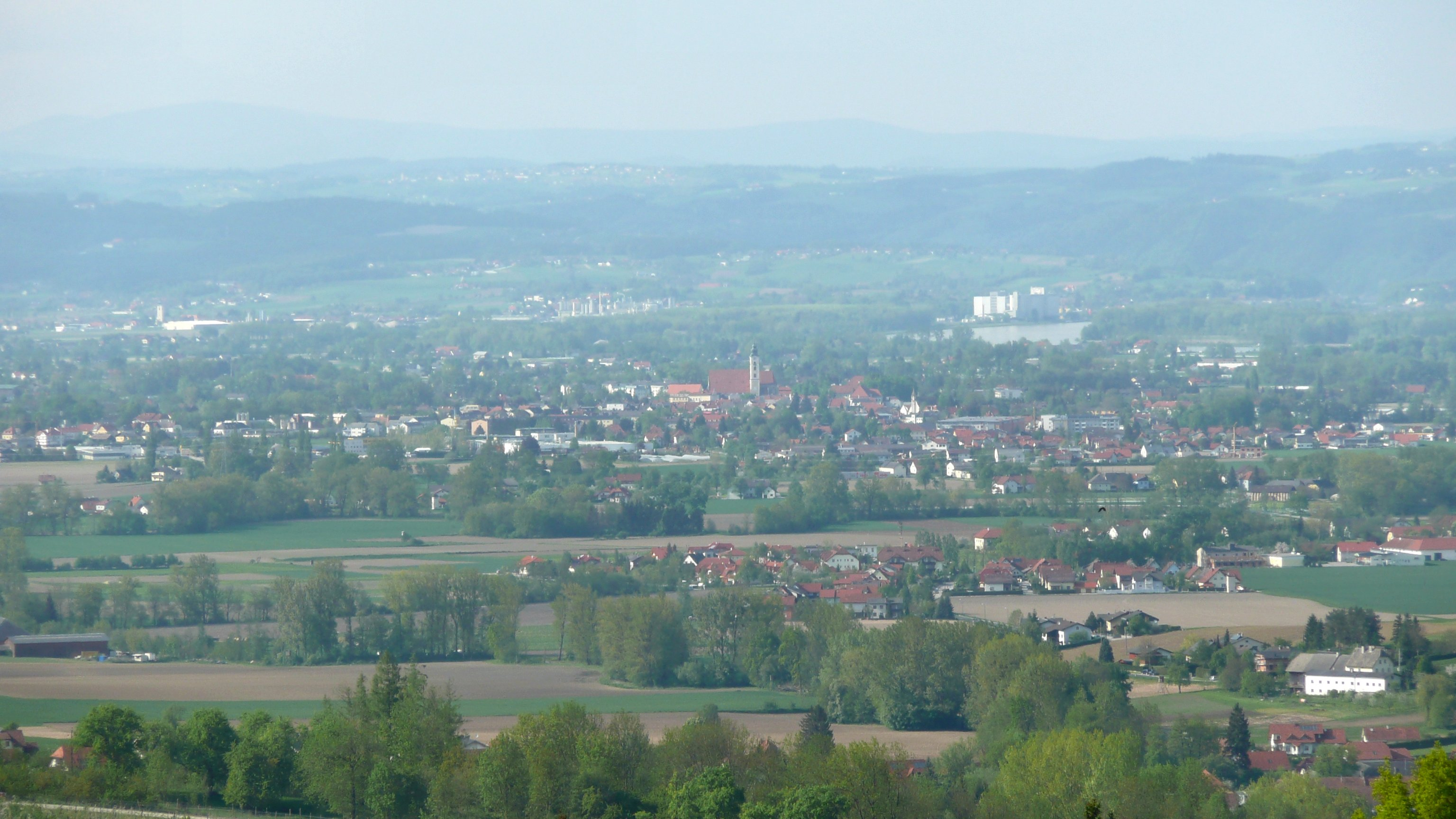
Eferding, Blick aus Süd

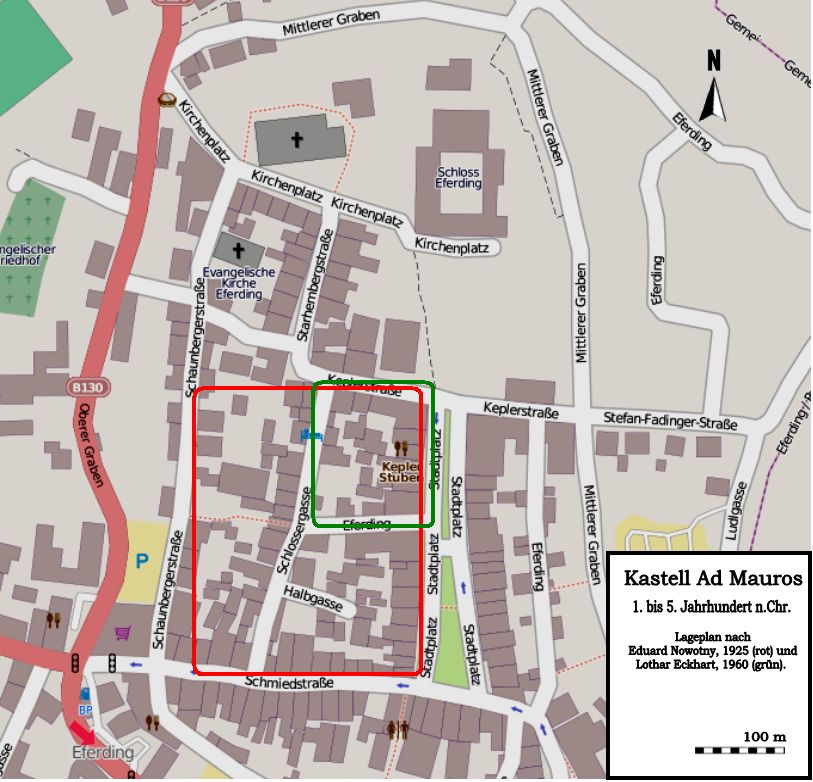
Lokalisierungsversuche des Kastells nach Nowotny, 1925 (rot), und Eckhart, 1960 (grün), im Stadtgebiet

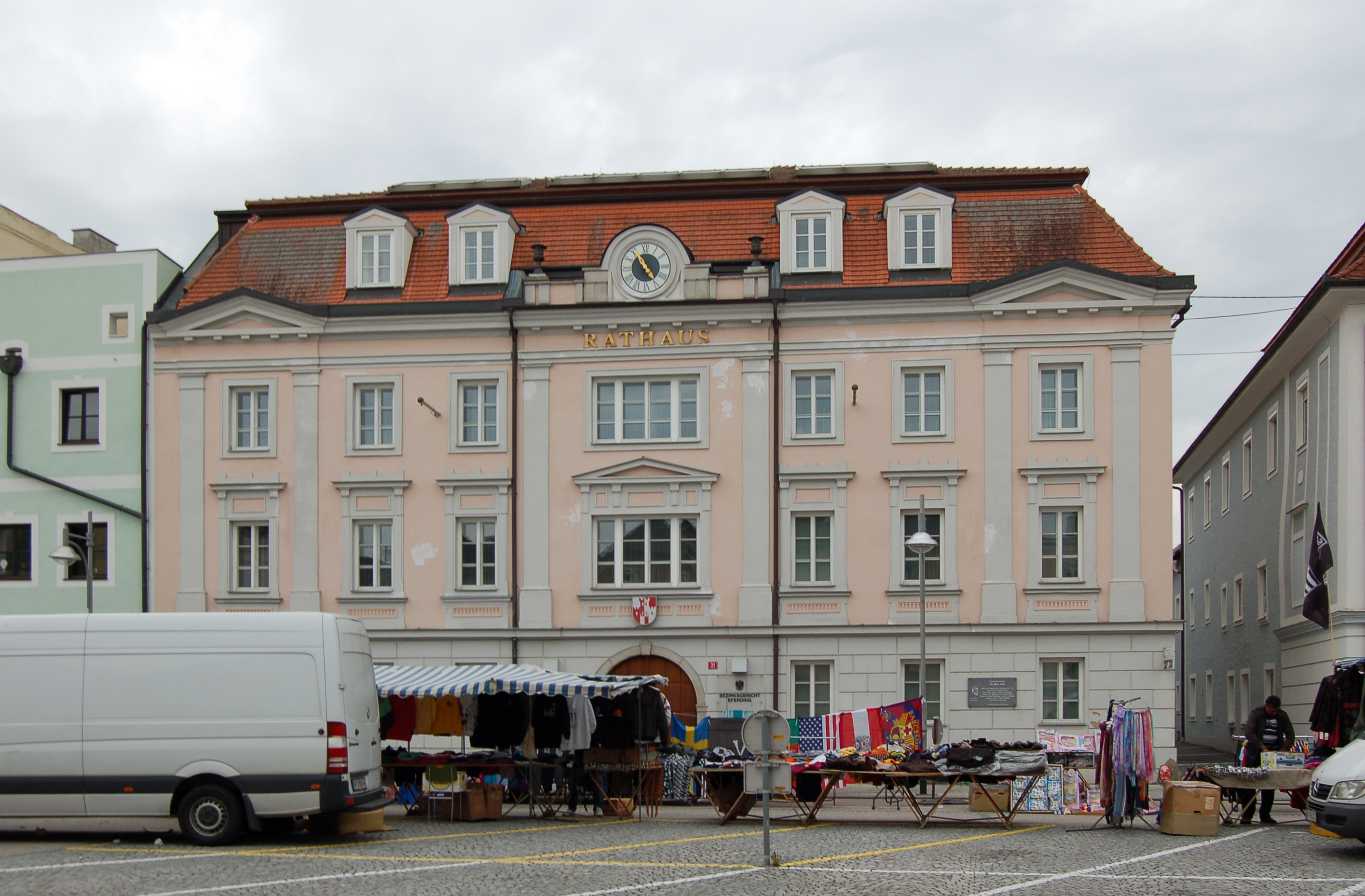
Gerichtsgebäude

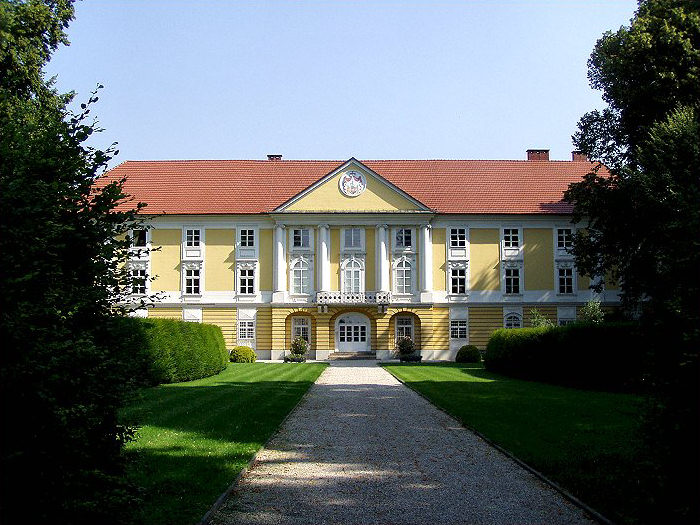
Schloss Starhemberg

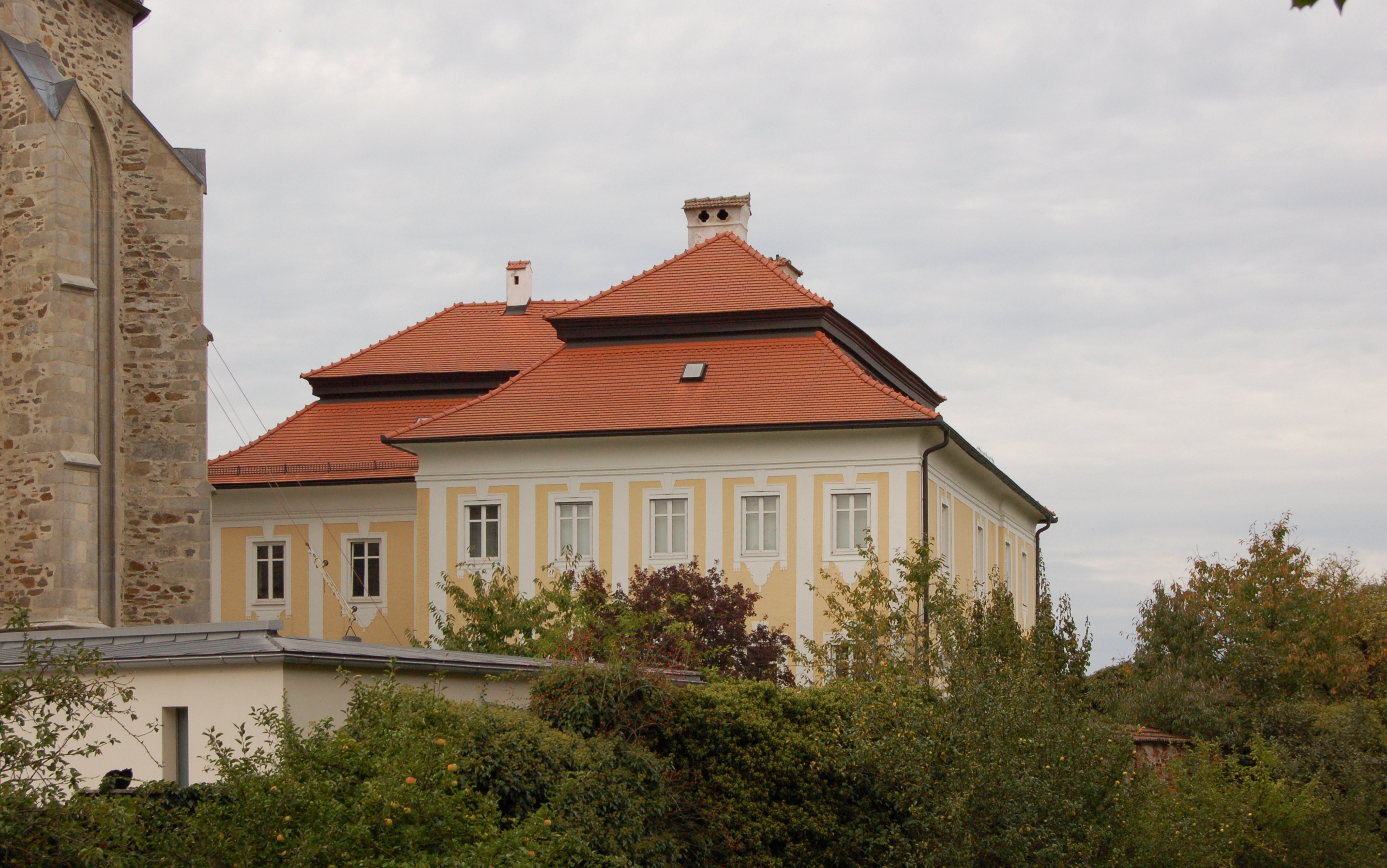
Pfarrhof

Das Kastell Eferding (Ad Mauros) ist ein archäologisch nicht gesichertes römisches Hilfstruppenkastell. Es war möglicherweise Bestandteil der Festungskette des Donaulimes in der Provinz Noricum. Es könnte auf dem Gemeindegebiet der Stadt Eferding, Bezirk Eferding, Bundesland Oberösterreich gelegen haben. Der Fundplatz ist nur unzureichend erforscht. Aufgrund der dichten Verbauung des dazu in Frage kommenden Areals war ein Nachweis der Festungsanlage bisher nicht möglich. Obwohl das Lager bis dato archäologisch nicht nachgewiesen werden konnte, besteht doch kein Zweifel an der Existenz eines römischen Siedlungsplatzes in Eferding, da im Laufe der Zeit zahlreiche Kleinfunde aus dieser Zeit gemacht werden konnten. Ad Mauros wird in der Notitia Dignitatum als Standort einer Reitereinheit erwähnt. Die Gräberfunde belegen eine römische Siedlungskontinuität bis in die Spätantike.

## Lage und Name
Die Stadt ist der Hauptort des sogenannten Eferdinger Beckens (Aschachwinkel), einer etwa zehn Kilometer breiten Talniederung an der Donau (Hausruckviertel). Sie liegt auf einer zwischen Aschach- und Innbachmündung gelegenen Niederterrasse, die gut vor Überschwemmungen der Donau geschützt ist. Der römische Stützpunkt stand vermutlich in der Nähe eines inzwischen verlandeten Seitenarmes, der heute zwei Kilometer vom Strombett entfernt ist. Die Hänge der Donauschlucht weiten sich stromabwärts bei Schloss Neuhaus, bei Aschach an der Donau treten sie dann im Norden und Süden vollkommen vom Stromufer zurück, schließen sich nach 14 km wieder und bilden so eine fruchtbare Beckenlandschaft.
Das Kastell wird in der Forschung (Rudolf Noll und Lothar Eckhart) heute allgemein mit dem spätrömischen Ad Mauros gleichgesetzt, aber auch Ioviacum käme dafür in Frage. Das nur in der Tabula Peutingeriana erwähnte Marinianio, das in der Forschung lange Zeit als das Eferdinger Kastell angesehen wurde, konnte von Rudolf Noll mit ziemlicher Sicherheit als Straßenstation identifiziert werden. Der in der spätantiken Notitia Dignitatum angeführte Name des Kastells könnte sich von einer aus Nordafrika stammenden maurischen (lat. Mauri) Einheit ableiten.  Besonders im Westen von Noricum fanden sich Ziegelstempel des 2. und 3. Jahrhunderts mit Buchstabenkombinationen die Nu(merus) M(aurorum) B(…?) bedeuten könnten (siehe dazu auch Abschnitt Garnison). Iovacum scheint im Itinerarium Antonini als Ioviaco auf der Route Lauriacum-Boiodurum als Etappe auf. Die Identifizierung des benachbarten Kleinkastells in Schlögen als Ioviacum ist in Fachkreisen bis heute umstritten. Aufgrund der schlüssigen Argumentation Rudolf Nolls wird für das Kastell in Eferding Ad Mauros als die wahrscheinlichste Variante allgemein anerkannt.

## Forschungsgeschichte
Obwohl Eferding als einer der fundreichsten archäologischen Plätze in Oberösterreich gilt, wurde er nur wenig untersucht. Die zahlreichen Funde von Gräbern, Keramik, Münzen („eine Quantität römischer Medaillen“)  und gestempelten Ziegeln ließen schon zwischen den Jahren 1743 und 1894 vermuten, dass dort ein größerer römischer Siedlungsplatz existiert haben muss. Unter anderem kam ein Münzhortfund mit 350 Denaren zum Vorschein, der aber heute größtenteils verschollen ist. Einer der bemerkenswerten Entdeckungen in dieser Zeit war ein an der Westfassade der Stadtpfarrkirche eingemauerter Reliefstein (1887).
1926 führte der Benefiziat und Hobbyarchäologe Max Ecker in seinem Garten eine Grabung durch. Dort und im benachbarten Garten des Gutsbesitzers Trautenberger wurde im gleichen Jahr auch von dem Heimatforscher Ferdinand Wiesinger (1864–1943) ein 15 m langer, stellenweise drei Meter tiefer Suchgraben angelegt, um den Umfang der Kastellfläche zu erforschen. Dabei wurden übereinanderliegende Baureste entdeckt, die durch ein Feuer zerstört worden waren. Die ältere Siedlungsschicht enthielt römische Funde, die ab der Mitte des 1. Jahrhunderts einsetzten, die obere Schicht wurde von Wiesinger nicht zeitlich eingeordnet. Es kamen vor allem gestempelte Ziegel der Legio II Italica und einer Numeruseinheit zum Vorschein. Mehrere spätantike Körperbestattungen wurden  in den 1920er-Jahren und 1937 im Bereich des Hauptplatzes gefunden, vereinzelte Gräberfunde auch südwestlich davon. Auf dem Areal des Evangelischen Friedhofs westlich des heutigen Stadtkerns wurden Aschenurnen entdeckt, dort werden noch weitere antike Gräber vermutet. 1930 fand man im Keller eines Gasthauses die Reste einer römischen Wasserleitung (Tonrohre).
1960 legte Lothar Eckhart (1918–1990) im Auftrag des Oberösterreichischen Landesmuseums (OÖLM) in einem Garten in der Schlossergasse 7 einen Suchgraben an. Der Suchschnitt diente wieder zur Ermittlung der genauen Lage des Kastells. Die Grabung brachte aber kein römisches Mauerwerk zum Vorschein. Es wurden lediglich mittelalterliche bis neuzeitliche Keramikscherben geborgen; darunter befand sich auch eine römische Münze. 25 m östlich davon wurde auf dem Grundstück Gattermeier, Schlossergasse 9, ein Teller gefunden.
1970 wurde am Josef-Mitter-Platz eine von Südwesten nach Nordosten verlaufende, massive gemörtelte Bruchsteinmauer angefahren, möglicherweise ein Abschnitt der westlichen Umwehrung des Kastells (Lothar Eckhart).
1995 führte Christine Schwanzar (OÖLM) in den beiden Innenhöfen des Gerichtsgebäudes am Stadtplatz Nr. 31 eine Suchgrabung durch. Dabei wurde unter neuzeitlichen und mittelalterlichen Bebauungsresten eine etwa 20 cm starke römerzeitliche Siedlungsschicht festgestellt, die sich vermutlich am äußersten Rand der römischen Siedlung befand (Abfallgruben).
2001 konnte das Bundesdenkmalamt anlässlich der Sanierungsmaßnahmen des Pfarrhauses eine zweiwöchige Untersuchung durchführen. Dabei gelang es, Reste eines römerzeitlichen Gebäudes freizulegen. Bei einer anschließenden Begehung des Grabungsareals wurden eine Jupiterstatuette und Lesefunde geborgen.

## Entwicklung
Aufgrund seiner günstigen geographischen Lage und der klimatischen Bedingungen ist das Eferdinger Becken uralter Kulturboden. Die Besiedlung lässt sich bis in die Jungsteinzeit zurückverfolgen. In der jüngeren Eisenzeit (Latènezeit) wanderten keltische Stämme in die Region ein und errichteten an einem Donauseitenarm unter anderem einen kleinen Hafen, an dem offensichtlich Getreide umgeschlagen wurde. Mit der Eingliederung Noricums unter Kaiser Augustus nach 16 v. Chr. begann für das Gebiet um Eferding eine neue Ära. Die Römer setzten sich nun auch am südlichen Ufer der Donau fest. Der oberösterreichische Teil der Flussgrenze wurde zunächst aber kaum befestigt, da das gegenüberliegende Ufer dicht bewaldet, nur dünn besiedelt und durch ein Klientelstaatensystem abgesichert war. Vermutlich wurde das Kastell gegen Ende des 1. Jahrhunderts n. Chr. erbaut, da die frühesten dort geborgenen Münzfunde aus der Zeit Trajans stammen. Möglich ist auch, dass sich ab dem 4. Jahrhundert n. Chr. das Christentum endgültig im Eferdinger Raum durchsetzte, da die Vita des Severin von Noricum im nahen Ioviacum einen Priester erwähnt. Die Umbrüche der Völkerwanderung betrafen wohl auch Ad Mauros massiv. Wahrscheinlich wurden Kastell und Zivilsiedlung während des 5. Jahrhunderts vollkommen zerstört und von ihren Bewohnern verlassen, da der heutige Ortsname erst im Mittelalter aufkam. Im frühen 6. Jahrhundert wanderten bajuwarische Siedler in das Eferdinger Becken ein. In der örtlichen Bevölkerung hält sich bis heute die Sage, dass Eferding in alter Zeit eine bedeutende Stadt gewesen sei, die sich bis zum heutigen Rudling an der Schärdinger Hauptstraße erstreckte. Weitere Angaben können nach dem derzeitigen Stand der Forschung nicht gemacht werden, weder über das weitere Schicksal des römischen Eferding, noch über die Bevölkerung und Besiedlung des Gebietes zwischen der Zeit der Spätantike und der bajuwarischen Landnahme.
Ausschlaggebend für die Errichtung eines Kastells war wohl unter anderem auch die verkehrstechnische Lage dieses Standortes. Dort kreuzte die Limesstraße (via iuxta Danuvium) eine Fernroute, auf der man über Ovilava und den Pyhrnpass nach Italien gelangte. Die dicht bewaldeten und steilen Uferhänge der Donau traten nur im Eferdinger Becken weit vom Stromufer zurück, es könnte somit den nördlich der Donau siedelnden Barbarenstämme auch als Sammlungsraum für Überfälle gedient haben. Als bequeme Zugänge ins Reichsinnere konnten der Innbach und die Aschach benutzt werden. Bei diesem Alenkastell müsste es sich um das nächste, größere Kastell flussabwärts nach Boiodurum (Passau) gehandelt haben. Nach Ad Mauros folgte in relativ kurzem Abstand Lentia (Linz), das letzte Alenkastell vor dem Legionslager Lauriacum (Enns). Die hohe Lagerkonzentration zwischen Eferding und Enns lässt für diesen Abschnitt des norischen Limes eine erhöhte Gefährdung durch Barbareneinfälle (z. B. der Markomannen) annehmen. In der Spätantike sicherten die Liburnarier (Marinesoldaten der Donauflotte) der Legio II Italica in Ioviacum (Asachach oder das Kleinkastell Schlögen) mit ihren Patrouillenschiffen den Beginn der 27 km langen, vielfach gewundenen, unübersichtlichen Donauschlinge und ihren Austritt in das Eferdinger Becken. Die Equites promoti in Ad Mauros kontrollierten dort vermutlich den Straßenknotenpunkt, einen Abschnitt des südlichen Donauufers und dessen Umland.

## Kastell, Vicus und Gräberfelder
Die Lage der Militärbauten ließ sich bisher nicht exakt ermitteln, auch der genaue Umfang des Kastells lässt sich wegen der dichten Bebauung seit dem Mittelalter, der damit verbundenen zahlreichen Bodenumlagerungen sowie der Verfüllung des Stadtgrabens nicht exakt bestimmen. Weitere römische Siedlungsspuren befanden sich im Pfarrhof. Die südliche Begrenzung der antiken Siedlungsfläche lässt sich bis zur Höhe des Bezirksgerichtes nachweisen.
Der Archäologe Eduard Nowotny (1862–1935) entwarf 1925 anhand des Straßenverlaufes einen Grundriss des Kastells. Er rekonstruierte es als klassische rechteckige und 35 Hektar (!) große Anlage, begrenzt durch
- die Keplerstraße im Norden,
- die Schmiedstraße im Süden,
- die Schaumbergerstraße mit dem heute planierten Stadtgraben im Westen und
- den Hauptplatz im Osten.

Dieses Areal maß damit genau 640 × 540 römische Fuß, d. s. 12 Iugera, was der Fläche für eine cohors miliaria equitata (teilberitten, 1000 Mann stark) entspräche. In der in Nord-Süd-Richtung verlaufenden Schlossergasse glaubte Nowotny die Via principalis des Lagers zu erkennen. Hans Schönberger vermutete dagegen eine etwas kleinere Befestigung, da sie ansonsten größer als Lauriacum gewesen wäre. Diese Annahme wurde 1960 auch von Eckhart geteilt.
Als Begrenzungen schlug er folgende Straßenzüge vor:
- im Norden die Keplerstraße,
- im Süden die Gerichtsgasse,
- im Westen die Schlossergasse,
- im Osten den Stadtplatz.

Nach Eckhart könnte das Kastell auch etwas weiter nördlich gelegen haben, entweder im Bereich der heutigen Stadtpfarrkirche oder von Schloss Starhemberg. Diese Positionierungen werden auch von Schwanzar unterstützt, bewiesen werden konnte diese Theorie aber bis dato nicht. Das beim Stadtplatz nachgewiesene Gräberfeld zeigt, dass dieser Bereich bereits außerhalb des Kastell- und Vicusareals gelegen haben muss. Die Ausgrabung des OÖLM unter Schwanzar im Gerichtshof brachte eine Siedlungsschicht zutage, die ebenfalls bereits am Rand der antiken Siedlung lag. Eine Grabung des Bundesdenkmalamtes im Bereich des Pfarrhofes stellte Reste von römerzeitlichen Gebäuden fest.

## Garnison
Da das Kastell bisher nicht lokalisiert werden konnte, kann mangels diesbezüglicher Funde über Art und Herkunft seiner Besatzungseinheiten nur spekuliert werden:
| Zeitstellung                  | Truppenname                                                          | Bemerkung | Abbildung |
| ----------------------------- | -------------------------------------------------------------------- | --- | --------- |
| 2. bis 3. Jahrhundert n. Chr. | Cohors equitata milliaria ? (teilberittene Kohorte, 1000 Mann stark) | Eduard Nowotny schloss aufgrund seiner 1925 angestellten Berechnungen der Kastellfläche auf den Standort einer Kohorte der Hilfstruppen. |           |
| 2. Jahrhundert n. Chr.        | Legio secunda Italica ? (die zweite italische Legion)                | Die erste Besatzung könnte aus einer Bauvexillation der Legio II Italica aus Lauriacum bestanden haben. |           |
| 2. bis 3. Jahrhundert n. Chr. | Numerus Maurorum ?, (eine Einheit der Mauren)                        | Gerhard Winkler und Géza Alföldy zogen als erste Besatzungstruppe eine maurische Kohorte oder Reitereinheit (Ala) in ihre engere Wahl. Für das unterpannonische Heer sind eine Cohors V Maurorum equitata und eine Cohors Maurorum equitata milliaria epigraphisch nachgewiesen, für das norische Heer steht ein solcher Nachweis allerdings bis dato noch aus. Hannsjörg Ubl interpretierte hingegen die diversen Ziegelstempelfunde zwischen Enns und Eferding als Hinterlassenschaften einer Numeritruppe (NVMER[us], NMB bzw. NMP). |           |
| 5. Jahrhundert n. Chr.        | Equites promoti, Ad Mauros (abkommandierte Reiter zu Mauros)         | Laut der Notitia Dignitatum waren hier in der Spätantike von den Legionen abgestellte Reiter unter dem Oberbefehl des Dux Pannoniae Primae et Norici Ripensis, stationiert. |           |

## Denkmalschutz
Die Anlagen sind Bodendenkmäler im Sinne des Denkmalschutzgesetzes. Nachforschungen und gezieltes Sammeln von Funden ohne Genehmigung des Bundesdenkmalamtes stellen eine strafbare Handlung dar. Zufällige Funde archäologischer Objekte (Keramik, Metall, Knochen etc.) sowie alle in den Boden eingreifenden Maßnahmen sind dem Bundesdenkmalamt (Abteilung für Bodendenkmale) zu melden.

## Fundverbleib
Neben dem Privatmuseum der Familie Starhemberg gibt es auch das Stadtmuseum von Eferding im Alten Schloss. Dort sind in einigen Vitrinen die römerzeitlichen Funde ausgestellt. Die Ausstellungsräume im Stadtmuseum wurden von Christine Schwanzar (OÖLM) gestaltet. Ein Teil der Funde der Grabung von 2001 wird im Pfarrhof präsentiert (z. B. Terra Sigillata, die Kopie der bereits erwähnten Jupiterstatuette etc.). Eine Hinweistafel mit kurzen Erläuterungen über das römische Eferding wurde vom OÖLM am Hauptplatz aufgestellt.